# 青木継稔
青木 継稔（あおき つぐとし、1940年 - ）は、愛知県出身の医学者。専門は小児科学。第8代東邦大学学長・名誉学長。日本におけるウィルソン病の研究として知られる。

## 略歴
- 1958年（昭和33年） - 名古屋市立菊里高等学校卒業。
- 1965年（昭和40年） - 東邦大学医学部卒業。
- 1966年（昭和41年） - 医師国家試験合格。
- 1972年（昭和47年） - 医学博士。
- 1981年（昭和56年） - 東邦大学医学部教授。
- 1997年（平成9年） - 東邦大学医学部長。
- 2000年（平成12年） - 東邦大学学長。
- 2012年（平成24年） - 東邦大学名誉学長。

## 著書
- 「ウイルソン病」（星和書店）、神経精神疾患モノグラフシリーズ9
- 「今日の乳幼児健診マニュアル」（中外医学社）、共著
- 「赤ちゃんウォッチング12ヵ月―イラストでみる」（冬樹社）、共著
- 「イラストでみる赤ちゃんウォッチング1～3歳―安心のための発達診断」（冬樹社）、共著
- 「 イラストでみる赤ちゃんウォッチング〈病気篇〉―いざという時の自己診断」（冬樹社）、共著